# Очільники Львова
Міські голови Львова — очільники міста Львів.

## Самоврядування на магдебурзькому праві: від заснування Львова до 1786

### Війти Львова

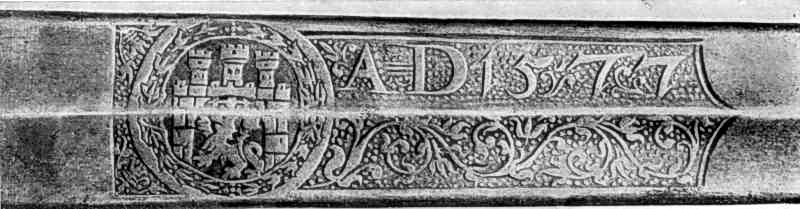
Церемоніальний меч львівських війтів з гербом міста роботи майстра Івана Венгрина з Сегеда — Львів, 1577 р.

Війтівський уряд був першим з інститутів маґдебурзького права, який принесла із собою німецька громада, присутня у Львові від його заснування. На початковому етапі історії міста війт займався не лише судовими, а всіма адміністративними справами, пов'язаними з життям Львова. За Д. Зубрицьким, 1287 р. у Львові (та Володимирі) були війти. До нас дійшла згадка про Бертольда Штехера, ймовірно, першого міського війта за часів короля Лева І, та його сина Матеуса, що теж був війтом міста. 
Посаду війта У Львові могли передати в спадок і продати до часів Владислава Опольчика, який 7 листопада 1378 р. надав Львову привілей на обрання війта міськими райцями: «…Передаємо і даруємо дарунком вічно та непорушно уряд війта… у Львові».. Першим обраним війтом Львова став Андреас Зоммерштайн (Зоммерштейн), засновник Замарстинова. В 1388 р. цей привілей підтвердив Владислав Ягайло. 

З того часу провідну роль у місті почав відігравати уряд бурмистра, а юрисдикція війта стосувалася лише справ, де виступали свідки, що складали присягу. Війт очолював лаву — судовий орган міста. Символом його був меч, що висів в обраного за плечима. Цей клейнод урочисто несли перед бургомістром міста Лева на всіх святкових заходах.

### Війти Львова (список)
У списку вказані відомі війти Львова від заснування міста і до скасування посади війта після габсбурзької реформи місцевого самоврядування в Галичині в 1786 р.

Список складений на основі даних скомпільованих Мироном Капралем. До списку включені також війти, які не згадуються у праці Мирона Капраля, проте є відомі з інших джерел (з вказівкою на джерело). В XIV—XVI ст. війта вибирала міська рада з-поміж лавників або райців. Починаючи з 1613 р. війта вибирали виключно з-поміж міських райців.
| Ім'я                        | Ім'я (лат.)                                 | Коментар                       | Роки                                                  |
| --------------------------- | ------------------------------------------- | ------------------------------ | ----------------------------------------------------- |
| Бертольд Штехер             | Berthold Stecher                            | перший відомий війт Львова     | ~1300                                                 |
| Матеус Штехер               | Matthäus Stecher                            | син Бертольда                  | ~1330                                                 |
| Бруно                       | Bruno                                       |                                | 1352                                                  |
| Андреас Зоммерштайн         | Andreas Sommerstein                         | перший обраний львівський війт | 1378                                                  |
| Йоганн Амен                 | Joannes Amen                                | райця                          | 1382, 1383                                            |
| Міхаель зі Стинави          | Michael de Stynaw                           | райця                          | 1384,1388                                             |
| Миколай Русин               | Nicolaus Rewsse                             | лавник                         | 1402 ? 1403                                           |
| Конрад Ріппен               | Conradus Rippen                             | райця                          | 1407, 1409 ?, 1410, 1413                              |
| Міхаель Фабер               | Michael Faber                               | райця                          | 1413                                                  |
| Іван Толмач                 | Joannes Tolmacz                             | райця                          | 1419                                                  |
| Георгій Ґобель              | Georgius Gobel                              | райця                          | 1412, 1421,1430                                       |
| Йоганн Бекке                | Joannes Becke                               | лавник                         | 1441 — 1442                                           |
| Лаврентій Русин з Любліна   | Laurentius Rewsse de Lublin                 | лавник                         | 1443, 1447                                            |
| Авґустин Брух               | Augustinus Bruch                            | лавник                         | 1452, 1470                                            |
| Георгій Кушнір              | Georgius Kürschner                          | лавник                         | 1456, 1460, 1463, 1466                                |
| Станіслав Кльоппер          | Stanislaus Klopper                          | райця                          | 1466                                                  |
| Лукас Лінднер               | Lucas Lindner                               | лавник                         | 1472, 1475                                            |
| Каспар Бернеш               | Caspar Bernesch                             | лавник                         | 1471, 1473, 1474, 1476, 1478, 1479, 1480              |
| Мартин Мужило               | Martinus Mużylo                             | лавник                         | 1481,1486                                             |
| Миколай Штельцер            | Nicolaus Stelczer                           | лавник                         | 1483, 1484                                            |
| Йоганн Кинаст               | Joannes Kynasth                             | лавник                         | 1495                                                  |
| Андреас                     | Andreas                                     | лавник                         | 1498                                                  |
| Станіслав Газ               | Stanislaus Haz                              | лавник                         | 1500                                                  |
| Герман Падуал               | Hermanus Padual (Padwall)                   | райця                          | 1510                                                  |
| Йоганн Панашек              | Joannes Panaschek                           | лавник                         | 1514 ?                                                |
| Йоганн Фабер                | Joannes Faber                               | лавник                         | 1515                                                  |
| Станіслав Вільчек           | Stanislaus Wilczek                          | райця                          | 1516                                                  |
| Міхаель Мечник              | Michael Gladiator                           | райця                          | 1517                                                  |
| Георгій Войнар              | Georgius Wojnar                             | райця                          | 1518                                                  |
| Андреас Стано               | Andreas Stano (Sthano)                      | лавник                         | 1520, 1521, 1523, 1530                                |
| Йоганн Фрайборк             | Joannes Fraibork                            | райця                          | 1522, 1526                                            |
| Ян Груш                     | Joannes Grusz                               | лавник                         | 1527, 1529                                            |
| Ієронім Стано               | Hieronimus Stano                            | лавник, райця                  | 1530, 1535—1536, 1547—1548                            |
| Ян Колачек                  | Joannes Kolaczek                            | лавник                         | 1532                                                  |
| Вольфґанґ Шольц             | Wolfgangus Scholz                           | лавник                         | 1533 — 1534, 1537—1539                                |
| Йоганн Гринтвальдт          | Joannes Gryntwaldt                          | лавник                         | 1540                                                  |
| Георгій Войнар (мол.)       | Georgius Wojnar (junior)                    | лавник                         | 1543                                                  |
| Йозеф Крайзер               | Josephus Kraiser                            | райця                          | 1545                                                  |
| Ієронім Запала              | Hieronimus Zapala                           | лавник                         | 1546                                                  |
| Григорій Колачек            | Gregorius Colaczek de Ropczyce (teloneator) | лавник, райця                  | 1549 — 1552                                           |
| Йозеф Марсіадес             | Josephus Marciades                          | лавник                         | 1553                                                  |
| Йоганн Шольц                | Joannes Scholz                              | лавник                         | 1554,1557                                             |
| Станіслав Газ               | Stanislaus Haz                              | лавник                         | 1555, 1562—1566                                       |
| Якоб Реґулюс                | Jacobus Regulus                             | лавник, райця                  | ?                                                     |
| Алберт Бакалавр             | Albertus Baccalaureus                       | лавник                         | 1559 — 1560                                           |
| Станіслав Крайзер           | Stanislaus Kraiser                          | лавник                         | 1568 — 1571, 1572—1573                                |
| Вольфґанґ Шольц (мол.)      | Wolfgangus Scholz iunior                    | лавник                         | 1571, 1576—1577                                       |
| Бартоломей Ґадовський       | Bartholomaeus Gadowski                      | лавник                         | 1578                                                  |
| Йоганн Шольц Вольфович      | Joannes Scholz Wolfowicz                    | лавник                         | 1579                                                  |
| Станіслав Газ               | Stanislaus Haz                              | райця                          | 1580                                                  |
| Шимон Леополіта             | Simon Leopolita                             | лавник                         | 1581 — 1583                                           |
| Алберт Нога                 | Albertus Pedianus (Noga)                    | лавник, райця                  | 1584 — 1585, 1589, 1591, 1597, 1599                   |
| Станіслав Сьмєшек           | Stanislaus Gelasinus (Śmieszek)             | лавник                         | 1586 — 1587                                           |
| Каспар Ґулинський           | Caspar Guliński                             | лавник                         | 1588                                                  |
| Франц Веніґ                 | Franciscus Wenigc                           | лавник                         | 1590                                                  |
| Якуб Вйотецький             | Jacobus Wioteski                            | лавник                         | 1594                                                  |
| Григорій Доброцький         | Gregorius Dobrocki                          | лавник                         | 1595 — 1598, 1608—1613                                |
| Томас Карч                  | Thomas Karcz                                | лавник                         | 1601 — 1603                                           |
| Шимон Леополіта             | Simon Leopolita                             | райця                          | 1604                                                  |
| Якуб Вйотецький             | Jacobus Wioteski                            | райця                          | 1605                                                  |
| Станіслав Ансерін           | Stanislaus Anserinus (Gęsinóżek)            | райця                          | 1606                                                  |
| Вольфґанґ Шольц Вольфович   | Wolfgangus Scholz Wolfowicz                 | лавник, райця                  | 1607, 1619                                            |
| Каспар Пшездецький          | Caspar Przeźdzecki                          | райця                          | 1617                                                  |
| Бартоломей Уберович         | Bartholomaeus Uberowicz                     | райця                          | 1620 — 1622, 1625—1627, 1630                          |
| Еразм Сикст                 | Erasmus Sixt                                | райця                          | 1628, 1631—1632, 1634                                 |
| Ян Алембек                  | Joannes Alembek                             | райця                          | 1629                                                  |
| Павло Боїм                  | Paulus Boim                                 | райця                          | 1633, 1635, 1638, 1641                                |
| Ян Юлій Лоренцович          | Joannes Julius Lorencowicz                  | райця                          | 1636 — 1637, 1639—1640, 1644                          |
| Мартин Коженьовський        | Martinus Korzeniowski                       | райця                          | 1443                                                  |
| Мартин Никанор Анчевський   | Martinus Nicanor Anczewski                  | райця                          | 1645 — 1646, 1648, 1651, 1656, 1661, 1668, 1672, 1677 |
| Мартин Ґросваєр             | Martianus Grozwaier                         | райця                          | 1647, 1649, 1652                                      |
| Яків Долежинський           | Jacobus Doleżyński                          | райця                          | 1650, 1655, 1660                                      |
| Андрей Вахлович             | Andreas Wachlowicz                          | райця                          | 1653                                                  |
| Бартоломей Зиморович        | Bartholomaeus Zimorowicz                    | райця                          | 1654, 1657, 1662, 1669, 1673                          |
| Ян Залеський                | Joannes Zaleski                             | райця                          | 1658                                                  |
| Валеріан Алембек            | Valerianus Alembek                          | райця                          | 1659, 1664, 1670                                      |
| Ян Аттельмаєр               | Joannes Baptista Attelmaier                 | райця                          | 1663                                                  |
| Самуїл Казимир Кушевич      | Samuel Casimirus Kuszewicz                  | райця                          | 1665                                                  |
| Георгій Кралл               | Georgius Krall                              | райця                          | 1666                                                  |
| Якоб Себастіан Крауз        | Jacobus Sebastianus Krauz                   | райця                          | 1667, 1671                                            |
| Якоб Александер Юзефович    | Jacobus Alexander Józefowicz                | райця                          | 1672, 1678, 1683                                      |
| Мацей Кучанкович            | Matthias Kuczankowicz                       | райця                          | 1674, 1679, 1684                                      |
| Ян Стефан Убальдіні         | Joannes Stephanus Ubaldini                  | райця                          | 1675, 1680, 1685                                      |
| Бенедикт Адам Томецький     | Benedictus Adamus Tomiecki                  | райця                          | 1676, 1681                                            |
| Миколай Боїм                | Nicolaus Boim                               | райця                          | 1682, 1686                                            |
| Андрей Шимонович            | Andreas Szymonowicz                         | райця                          | 1687, 1693, 1701                                      |
| Альберт Купинський          | Albertus Kupiński                           | райця                          | 1688, 1694                                            |
| Алберт Ожґєвич              | Albertus Ożgiewicz                          | райця                          | 1689                                                  |
| Яків Мосьціцький            | Jacobus Mościcki                            | райця                          | 1690, 1695, 1702                                      |
| Домінік Вільчек             | Dominicus Wilczek                           | райця                          | 1691, 1696, 1703                                      |
| Павло Козловський           | Paulus Kozlowski                            | райця                          | 1692                                                  |
| Міхал Злоторович            | Michael Złotorowicz                         | райця                          | 1697                                                  |
| Томас Ґордон                | Thomas Gordon                               | райця                          | 1698, 1704, 1711                                      |
| Казимир Вільчек             | Casimirus Wilczek                           | райця                          | 1699, 1705                                            |
| Томас Беллі                 | Thomas Belli                                | райця                          | 1700, 1706, 1712                                      |
| Павло Домінік Геппнер       | Paulus Dominicus Heppner                    | райця                          | 1707                                                  |
| Мартин Нущинський           | Martinus Nuszczyński                        | райця                          | 1708, 1713, 1721, 1727                                |
| Казимир Купинський          | Casimirus Kupiński                          | райця                          | 1709                                                  |
| Андрей Купинський           | Andreas Kupiński                            | райця                          | 1710, 1714, 1722                                      |
| Томас Маєрановський         | Thomas Majeranowski                         | райця                          | 1715, 1723, 1729                                      |
| Миколай Ґордон              | Nicolaus Gordon                             | райця                          | 1716                                                  |
| Франциск Оброцький          | Franciscus Obrocki                          | райця                          | 1717, 1724                                            |
| Станіслав Барч              | Stanislaus Barcz                            | райця                          | 1718                                                  |
| Ян Мосьціцький              | Joannes Mościcki                            | райця                          | 1719, 1725, 1730                                      |
| Ян Меконі                   | Joannes Mekoni                              | райця                          | 1720, 1731, 1736                                      |
| Казимир Кіркор              | Casimirus Kirkor                            | райця                          | 1726, 1732, 1737                                      |
| Петро Купинський            | Petrus Kupiński                             | райця                          | 1728, 1733, 1738, 1740                                |
| Ян Вільчек                  | Joannes Wilczek                             | райця                          | 1735, 1741                                            |
| Франциск Ґордон             | Franciscus Gordon                           | райця                          | 1739                                                  |
| Миколай Зенткевич           | Nicolaus Ziętkiewicz                        | райця                          | 1742                                                  |
| Франциск Вісньовський       | Franciscus Wiśniowski                       | райця                          | 1743                                                  |
| Карл Ґарані                 | Carolus Garani                              | райця                          | 1744                                                  |
| Станіслав Нущинський        | Stanislaus Nuszczyński                      | райця                          | 1746 — 1753, 1764                                     |
| Ян Сольський                | Joannes Solski                              | райця                          | 1754                                                  |
| Йоганн Веммер               | Joannes Wemmer                              | райця                          | 1756                                                  |
| Франциск Веніно             | Franciscus Venino                           | райця                          | 1757, 1765                                            |
| Альберт Вісньовський        | Albertus Wiesniowski                        | райця                          | 1758                                                  |
| Міхал Вербич                | Michael Wierzbic                            | райця                          | 1759                                                  |
| Казимир Чечевич             | Casimirus Czeczewicz                        | райця                          | 1760 — 1761, 1766—1767                                |
| Томас Франкі                | Thomas Franchi                              | райця                          | 1762 — 1763                                           |
| Ян Дурбас                   | Joannes Durbas                              | райця                          | 1769 — 1770                                           |
| Йозеф Бляйхнер              | Josephus Bleichner                          | райця                          | 1771, 1780                                            |
| Ян Непомуцен Шкроховський   | Joannes Nepomucenus Szkrochowski            | райця                          | 1772, 1782—1783                                       |
| Василь Ілляшевич            | Basilius Iliaszewicz                        | райця                          | 1773 — 1774, 1776—1779                                |
| Франциск Ксаверій Сольський | Franciscus Xaverius Solski                  | райця                          | 1775                                                  |
| Войцех Бем                  | Adalbertus Behm                             | райця                          | 1781                                                  |
| Франциск Сіґньо             | Franciscus Signio                           | райця                          | 1786                                                  |

### Вірменські війти та сеньйори Львова (список)
| Ім'я              | Ім'я (лат.)         | Коментар                               | Роки       |
| ----------------- | ------------------- | -------------------------------------- | ---------- |
| Абрагам           | Abraham             | перший відомий вірменський війт Львова | 1378       |
| Богдан            | Bogdan              |                                        | 1386, 1387 |
| Аведик            | Awedyk              |                                        | 1407       |
| Іванис            | Iwanis              |                                        | 1409, 1434 |
| Минко             | Mynko               |                                        | 1441       |
| Яків              | Jacobus             |                                        | 1443       |
| Давид             | David               |                                        | 1443       |
| Миколай           | Nicolaus balneator  |                                        | 1444       |
| Христин           | Christinus          |                                        | 1445, 1465 |
| Миколай           | Nicolaus            | сеньйор (старійшина) вірменської нації | 1444       |
| Яків              | Jacobus Fasser      |                                        | 1444       |
| Качико Телакович  | Kaczyko Telakowicz  |                                        | 1444       |
| Богдан            | Bogdan              |                                        | 1444       |
| Каспар            | Caspar              |                                        | 1483       |
| Яків              | Jacobus             |                                        | 1483       |
| Телак             | Telak               |                                        | 1489       |
| Хачерис           | Checzerysz          |                                        | 1489       |
| Івашко            | Iwaschko            |                                        | 1489       |
| Алмас             | Almas               |                                        | 1489       |
| Лазар             | Lazarus             |                                        | 1489       |
| Димош             | Dimosch             |                                        | 1489       |
| Григорій Макович  | Gregorius Mankowicz |                                        | 1549       |
| Георгій Івашкович | Georgius Iwaskowicz |                                        | 1553       |
| Торос Іванисович  | Thoros Iwanisowicz  |                                        | 1537, 1557 |
| Кост Тихнович     | Kosth Tichnowicz    |                                        | 1537, 1547 |
| Огасій Атабієович | Ohasius Atabieowicz |                                        | 1537, 1562 |
|                   |                     |                                        |            |

### Бурмистри Львова
Бурґомістра вибирали з членів міської ради (спершу 6, пізніше 12). Серед відомих львівських бурґомістрів (бурмистрів) того часу, зокрема:
- Петро Штехер — далекий нащадок Бертольда Штехера і будівничий львівського водогону
- Ян Альнпек, автор першого друкованого опису Львова «Topographia civitatis Leopolitanae»
- Георгій Бойм
- Павло Кампіан, багатий купець і банкір
- Станіслав Шольц (1598), здійснив капітальний ремонт міської ратуші, встановив статую лева Лоренцовича
- Станіслав Дибовіцький (Дибович) (1560—1618) — доктор медицини (ступінь здобув у Болонському університеті, надвірний лікар короля Сигізмунда III Вази[10]).
- Бартоломей Уберович (1619)
- Мартин Кампіан (1623)
- Еразм Сикст (1627), вчений, медик
- Ян Альнпек (1630), автор першого друкованого опису Львова «Topographia civitatis Leopolitanae»
- Бартоломей Зиморович (1648, 1664–1672), автор хроніки історії Львова «Leopolis Triplex»
- Мартин Ґросваєр (1648, керував обороною міста під час облоги Львова козацько-татарським військом
- Домінік Вільчек (1704), секретар короля Яна III Собеського
- Василь Ілляшевич (1771), греко-католик, писар консисторії при соборі Святого Юра
- Юзеф Яськевич (1786), суддя вірменської громади, секретар короля Станіслава Понятовського
- Яків Теодор Бернатович (1786), президент міського вірменського суду

### Бурмистри Львова (список)
У списку вказані відомі бурмистри Львова від заснування міста і до скасування виборів бурмистра міською радою після габсбурзької реформи місцевого самоврядування в Галичині в 1786 р.

Список складений на основі даних скомпільованих Мироном Капралем. До списку включені також бурмистри, які не згадуються у праці Мирона Капраля, проте є відомі з інших джерел (з вказівкою на джерело).
| Рік  | Ім'я                             | Ім'я (лат.)                      | Коментарій |
| 1368 | Йоганн Шварц                     | Joannes Schwartz (Niger)         | перший відомий львівський бурмистр |
| 1389 | Йоганн Ворст                     | Joannes Worst                    | |
| 1396 | Міхаель з Бріґа                  | Michael de Briga                 | |
| 1404 | Конрад Ріппен                    | Conradus Rippen                  | |
| 1406 | Миколай Бернер                   | Nicolaus Berner                  | |
| 1407 | Петро Штехер                     | Petrus Stecher                   | правнук першого відомого львівського війта Бертольда, керував будівництвом латинського катедрального собору; під його керівництвом замінили дерев'яний водогін на керамічний і почали закладати вулиці бруківкою |
| 1407 | Миколай Русин                    | Nicolaus Rewsse                  | перший відомий русин — бурмистр Львова |
| 1407 | Вейнко Вейденбруґ                | Weynko Weydenbrug                | |
| 1409 | Вейнко Вейденбруґ                | Weynko Weydenbrug                | |
| 1413 | Ганушко Черкес Русин             | Joannes Serkis                   | |
| 1413 | Альберт Бухгольц                 | Albertus Buchholzc               | |
| 1413 | Конрад Ріппен                    | Conradus Rippen                  | |
| 1415 | Іван Толмач                      | Joannes Tolmacz                  | |
| 1419 | Конрад Ріппен                    | Conradus Rippen                  | |
| 1419 | Іван Толмач                      | Joannes Tolmacz                  | |
| 1421 | Еразм Шварцнікляс                | Erasmus Schwarczniclas           | |
| 1423 | Георгій Ґобель                   | Georgius Gobel                   | |
| 1423 | Миколай Фрідріх                  | Nicolaus Frederici               | |
| 1425 | Іван Толмач                      | Joannes Tolmacz                  | |
| 1425 | Андреас Кльоппер                 | Andreas Klöpper                  | засновник Клепарова |
| 1425 | Августин Ґемеліх                 | Augustinus Gemelich              | |
| 1425 | Миколай Шелер                    | Nicolaus Scheler                 | |
| 1426 | Іван Толмач                      | Joannes Tolmacz                  | |
| 1426 | Миколай Ґутлер                   | Nicolaus Gutler                  | |
| 1426 | Андреас Кльоппер                 | Andreas Klöpper                  | |
| 1432 | Йоганн Траутфройлен              | Joannes Trautfeulen              | |
| 1434 | Миколай Шольц                    | Nicolaus Scholz                  | |
| 1435 | Іван Толмач                      | Joannes Tolmacz                  | |
| 1442 | Миколай Шольц (мол.)             | Nicolaus Scholz junior           | |
| 1443 | Миколай Шварц                    | Nicolaus Schwartz                | |
| 1445 | Миколай Шольц (мол.)             | Nicolaus Scholz junior           | |
| 1446 | Клеменс Каден                    | Clemens Caden                    | |
| 1448 | Миколай Шольц (мол.)             | Nicolaus Scholz junior           | |
| 1452 | Йоганн Шварц                     | Joannes Schwartz                 | |
| 1453 | Миколай Шольц (мол.)             | Nicolaus Scholz junior           | |
| 1453 | Миколай з Велюня                 | Nicolaus de Welun                | |
| 1454 | Йоганн Лянґенау                  | Joannes Langenaw                 | |
| 1455 | Миколай з Велюня                 | Nicolaus de Welun                | |
| 1474 | Георгій Кушнір                   | Georgius Kürschner               | |
| 1485 | Петро Лінднер                    | Petrus Lindner                   | |
| 1486 | Іларій                           | Hilarius                         | |
| 1494 | Ніколаус Арнест                  | Nikolaus Arnesti                 | |
| 1496 | Андреас Берґер                   | Andreas Berger                   | |
| 1497 | Георгій Войнар                   | Georgius Wojnar                  | |
| 1522 | Матвій Микулка                   | Matthias Mikula                  | |
| 1528 | Миколай Яцимирський              | Nikolaus Jaczymirski             | |
| 1531 | Миколай Крайзер                  | Nikolaus Kreiser                 | |
| 1533 | Міхаель Маґістер                 | Michał Magister                  | |
| 1534 | Андреас Стано Кльоппер[джерело?] | Andreas Stano Klopper            | |
| 1535 | Мартин Роттендорф (Золотар)      | Martinus Rottendorf (Aurifaber)  | |
| 1539 | Станіслав Вільчек                | Stanislaus Wilczek               | перший бурмистр з роду Вільчеків |
| 1539 | Миколай Яцимирський              | Nikolaus Jaczymirski             | |
| 1546 | Мартин Роттендорф (Золотар)      | Martinus Rottendorf (Aurifaber)  | |
| 1553 | Григорій Колачек                 | Gregorius Kołaczek               | |
| 1553 | Ієронім Запала                   | Hieronimus Zapała                | |
| 1554 | Вольф Шольц                      | Wolfgangus Scholz                | |
| 1555 | Ієронім Запала                   | Hieronimus Zapała                | |
| 1556 | Вольф Шольц                      | Wolfgangus Scholz                | |
| 1557 | Ієронім Запала                   | Hieronimus Zapała                | |
| 1559 | Вольф Шольц                      | Wolfgangus Scholz                | |
| 1560 | Ієронім Запала                   | Hieronimus Zapała                | |
| 1561 | Вольф Шольц                      | Wolfgangus Scholz                | |
| 1562 | Миколай Ґелазінус                | Nicolaus Gelazinus               | |
| 1564 | Ян Залеський                     | Joannes Zaleski                  | |
| 1566 | Антоній Чорн                     | Antonius Czorn                   | |
| 1567 | Георгій Войнар (мол.)            | Georgius Wojnar (junior)         | |
| 1568 | Валентин Вільчек                 | Valentinus Wilczek               | |
| 1568 | Станіслав Шольц                  | Stanislaus Scholz                | |
| 1578 | Павло Єльонек                    | Paulus Jelonek                   | бурмистр радецький |
| 1578 | Вольф Шольц (мол.)               | Wolfgangus Scholz iunior         | бурмистр поспільства |
| 1578 | Андрій Самбор Домбровський       | Andreas Sambor Dąbrowski         | бурмистр королівський |
| 1579 | Валентин Вільчек                 | Valentinus Wilczek               | бурмистр королівський |
| 1579 | Станіслав Газ                    | Stanislaus Haz                   | бурмистр радецький |
| 1579 | Вольф Шольц (мол.)               | Wolfgangus Scholz iunior         | бурмистр поспільства |
| 1580 | Антоній Чорн                     | Antonius Czorn                   | бурмистр королівський |
| 1580 | Якуб Мешковський                 | Jakobus Mieszkowski              | бурмистр радецький |
| 1580 | Павло Єльонек                    | Paulus Jelonek                   | бурмистр поспільства |
| 1581 | Андрій Самбор Домбровський       | Andreas Sambor Dąbrowski         | бурмистр поспільства |
| 1581 | Миколай Пугач                    | Nicolaus Puchacz                 | бурмистр радецький |
| 1581 | Войцех Острож                    | Albertus Ostross                 | бурмистр королівський |
| 1582 | Войцех Острож                    | Albertus Ostross                 | бурмистр королівський |
| 1582 | Якуб Мешковський                 | Jakobus Mieszkowski              | бурмистр радецький |
| 1582 | Павло Єльонек                    | Paulus Jelonek                   | бурмистр поспільства |
| 1583 | Павло Єльонек                    | Paulus Jelonek                   | бурмистр королівський |
| 1583 | Валентин Вільчек                 | Valentinus Wilczek               | бурмистр поспільства |
| 1583 | Вольф Шольц (мол.)               | Wolfgangus Scholz iunior         | бурмистр радецький |
| 1584 | Якуб Мешковський                 | Jakobus Mieszkowski              | бурмистр поспільства |
| 1584 | Павло Кампіан                    | Paulus Novicampianus             | бурмистр радецький |
| 1584 | Шимон Леополіта                  | Simon Leopolita                  | бурмистр королівський |
| 1585 | Валентин Вільчек                 | Valentinus Wilczek               | бурмистр королівський |
| 1585 | Йодок (Йошт) Ґляч                | Jodokus Glacz                    | бурмистр радецький |
| 1585 | Андрій Самбор Домбровський       | Andreas Sambor Dąbrowski         | бурмистр поспільства |
| 1586 | Валентин Вільчек                 | Valentinus Wilczek               | бурмистр королівський |
| 1586 | Шимон Леополіта                  | Simon Leopolita                  | бурмистр радецький |
| 1586 | Станіслав Ансерін                | Stanislaus Anserinus             | бурмистр поспільства |
| 1588 | Йодок (Йошт) Ґляч                | Jodokus Glacz                    | бурмистр королівський |
| 1590 | Станіслав Ансерін                | Stanislaus Anserinus             | бурмистр королівський |
| 1590 | Альберт Педіан                   | Albertus Pedianus                | бурмистр поспільства |
| 1590 | Каспар Ґулинський                | Caspar Guliński                  | бурмистр радецький |
| 1591 | Павло Єльонек                    | Paulus Jelonek                   | бурмистр королівський |
| 1591 | Якуб Мешковський                 | Jakobus Mieszkowski              | бурмистр поспільства |
| 1591 | Шимон Леополіта                  | Simon Leopolita                  | бурмистр радецький |
| 1592 | Станіслав Ансерін                | Stanislaus Anserinus             | бурмистр поспільства |
| 1592 | Альберт Педіан                   | Albertus Pedianus                | бурмистр радецький |
| 1592 | Каспар Ґулинський                | Caspar Guliński                  | бурмистр королівський |
| 1593 | Якуб Мешковський                 | Jakobus Mieszkowski              | бурмистр поспільства |
| 1593 | Шимон Леополіта                  | Simon Leopolita                  | бурмистр радецький |
| 1593 | Франц Веніґ                      | Franciskus Wenigc                | бурмистр королівський |
| 1594 | Альберт Педіан                   | Albertus Pedianus                | бурмистр поспільства |
| 1594 | Станіслав Дибовіцький            | Stanislaus Dibowicius            | бурмистр радецький |
| 1594 | Каспар Ґулинський                | Caspar Guliński                  | бурмистр королівський |
| 1595 | Шимон Леополіта                  | Simon Leopolita                  | бурмистр радецький |
| 1595 | Альберт Педіан                   | Albertus Pedianus                | бурмистр поспільства |
| 1595 | Каспар Пшездецький               | Caspar Przeźdzecki               | бурмистр королівський |
| 1596 | Станіслав Ансерін                | Stanislaus Anserinus             | бурмистр королівський |
| 1597 | Шимон Леополіта                  | Simon Leopolita                  | бурмистр королівський |
| 1597 | Якуб Вйотецький                  | Jacobus Wioteski                 | бурмистр радецький |
| 1597 | Каспар Пшездецький               | Caspar Przeźdzecki               | бурмистр поспільства |
| 1598 | Якуб Шольц                       | Jakobus Scholz                   | бурмистр королівський |
| 1598 | Якуб Вйотецький                  | Jacobus Wioteski                 | бурмистр радецький |
| 1598 | Станіслав Ансерін                | Stanislaus Anserinus             | бурмистр поспільства |
| 1599 | Каспар Ґулинський                | Caspar Guliński                  | бурмистр королівський |
| 1600 | Каспар Ґулинський                | Caspar Guliński                  | бурмистр королівський |
| 1601 | Каспар Пшездецький               | Caspar Przeźdzecki               | бурмистр королівський |
| 1601 | Станіслав Дибовіцький            | Stanislaus Dibowicius            | бурмистр радецький |
| 1601 | Адам Сьмєшек                     | Adamus Śmieszek                  | бурмистр поспільства |
| 1603 | Якуб Шольц                       | Jacobus Scholz                   | бурмистр королівський |
| 1603 | Каспар Пшездецький               | Caspar Przeźdzecki               | бурмистр радецький |
| 1603 | Анджей Мондрович                 | Andreas Mąndrowicz               | бурмистр поспільства |
| 1604 | Андрій Самбор Домбровський       | Andreas Sambor Dąbrowski         | бурмистр королівський |
| 1604 | Якуб Вйотецький                  | Jacobus Wioteski                 | |
| 1607 | Каспар Ґулинський                | Caspar Guliński                  | бурмистр королівський |
| 1607 | Каспар Пшездецький               | Caspar Przeźdzecki               | бурмистр радецький |
| 1607 | Станіслав Ансерін                | Stanislaus Anserinus             | бурмистр поспільства |
| 1619 | Бартоломей Уберович              | Bartolomaeus Uberowicz           | |
| 1624 | Павло Геппнер                    | Paulus Heppner                   | |
| 1627 | Еразм Сикст                      | Erasmus Sixt                     | бурмистр королівський |
| 1628 | Мартин Кампіан                   | Martinus Novocampianus           | бурмистр королівський |
| 1629 | Андрій Чехович                   | Andreas Czechowicz               | бурмистр королівський |
| 1629 | Мельхіор Шольц Вольфович         | Melchior Scholz Wolfowicz        | бурмистр радецький |
| 1629 | Павло Юрій Боїм                  | Paulus Boim                      | бурмистр поспільства |
| 1630 | Мартин Коженьовський             | Martinus Korzeniowski            | бурмистр королівський |
| 1630 | Ян Альнпек                       | Joannes Alembek                  | автор першого друкованого опису Львова «Topographia civitatis Leopolitanae» ; бурмистр радецький |
| 1630 | Якуб Шольц                       | Jacobus Scholz                   | бурмистр поспільства |
| 1631 | Андрій Чехович                   | Andreas Czechowicz               | бурмистр королівський |
| 1631 | Мельхіор Шольц Вольфович         | Melchior Scholz Wolfowicz        | бурмистр радецький |
| 1631 | Павло Юрій Боїм                  | Paulus Boim                      | бурмистр поспільства |
| 1634 | Ян Юлій Лоренцович               | Joannes Julius Lorencowicz       | бурмистр королівський |
| 1635 | Якуб Шольц                       | Jacobus Scholz                   | бурмистр королівський |
| 1636 | Якуб Шольц                       | Jacobus Scholz                   | бурмистр королівський |
| 1636 | Матей Гайдер                     | Matthias Heider                  | бурмистр поспільства |
| 1637 | Якуб Шольц                       | Jacobus Scholz                   | бурмистр королівський |
| 1638 | Ян Юлій Лоренцович               | Joannes Julius Lorencowicz       | бурмистр королівський |
| 1638 | Матей Гайдер                     | Matthias Heider                  | бурмистр поспільства |
| 1639 | Мартин Никанор Анчевський        | Martinus Nicanor Anczewski       | бурмистр королівський |
| 1640 | Якуб Долежинський                | Jacobus Doleżyński               | бурмистр королівський |
| 1641 | Мартин Никанор Анчевський        | Martinus Nicanor Anczewski       | бурмистр королівський |
| 1641 | Якуб Шольц                       | Jacobus Scholz                   | бурмистр радецький |
| 1641 | Мартин Ґрозваєр                  | Martinus Grozwaier               | бурмистр поспільства |
| 1642 | Ян Убальдіні                     | Joannes Ubaldini                 | бурмистр королівський |
| 1642 | Йоганн Шольц                     | Joannes Scholz                   | бурмистр радецький |
| 1642 | Мартин Никанор Анчевський        | Martinus Nicanor Anczewski       | бурмистр поспільства |
| 1643 | Мартин Никанор Анчевський        | Martinus Nicanor Anczewski       | бурмистр королівський |
| 1643 | Ян Юлій Лоренцович               | Joannes Julius Lorencowicz       | бурмистр радецький |
| 1643 | Мартин Ґрозваєр                  | Martinus Grozwaier               | бурмистр поспільства |
| 1644 | Ян Убальдіні                     | Joannes Ubaldini                 | бурмистр королівський |
| 1644 | Миколай Зіхіні                   | Nicolaus Zychyni                 | бурмистр радецький |
| 1644 | Матей Гайдер                     | Matthias Heider                  | бурмистр поспільства |
| 1645 | Мартин Ґрозваєр                  | Martinus Grozwaier               | бурмистр королівський |
| 1645 | Ян Юлій Лоренцович               | Joannes Julius Lorencowicz       | бурмистр поспільства |
| 1646 | Андрій Вахлович                  | Andreas Wachlowicz               | бурмистр королівський |
| 1646 | Матей Гайдер                     | Matthias Heider                  | бурмистр радецький |
| 1646 | Якуб Долежинський                | Jacobus Doleżyński               | бурмистр поспільства |
| 1647 | Франциск Домінік Геппнер         | Franciscus Dominicus Heppner     | бурмистр королівський |
| 1647 | Мартин Никанор Анчевський        | Martinus Nicanor Anczewski       | бурмистр радецький |
| 1647 | Ян Убальдіні                     | Joannes Ubaldini                 | бурмистр поспільства |
| 1648 | Бартоломей Зиморович             | Bartolomaeus Zimorowicz          | бурмистр королівський |
| 1648 | Миколай Зіхіні                   | Nicolaus Zychyni                 | бурмистр радецький |
| 1648 | Якуб Долежинський                | Jacobus Doleżyński               | бурмистр поспільства |
| 1649 | Мартин Никанор Анчевський        | Martinus Nicanor Anczewski       | бурмистр королівський |
| 1649 | Станіслав Вільчек (мол.)         | Stanislaus Wilczek               | бурмистр радецький |
| 1649 | Йоан Ґрінвальд                   | Joannes Grinwald                 | бурмистр поспільства? |
| 1650 | Мартин Никанор Анчевський        | Martinus Nicanor Anczewski       | бурмистр королівський |
| 1650 | Матей Гайдер                     | Matthias Heider                  | бурмистр радецький |
| 1650 | Мартин Ґрозваєр                  | Martinus Grozwaier               | бурмистр поспільства |
| 1652 | Мартин Никанор Анчевський        | Martinus Nicanor Anczewski       | бурмистр королівський |
| 1652 | Матей Гайдер                     | Matthias Heider                  | бурмистр радецький |
| 1652 | Ян Убальдіні                     | Joannes Ubaldini                 | бурмистр поспільства |
| 1653 | Ян Залеський                     | Joannes Zaleski                  | бурмистр королівський |
| 1654 | Мартин Никанор Анчевський        | Martinus Nicanor Anczewski       | бурмистр королівський |
| 1654 | Матей Гайдер                     | Matthias Heider                  | бурмистр радецький |
| 1654 | Ян Убальдіні                     | Joannes Ubaldini                 | бурмистр поспільства |
| 1655 | Мартин Никанор Анчевський        | Martinus Nicanor Anczewski       | бурмистр королівський |
| 1655 | Станіслав Вільчек (мол.)         | Stanislaus Wilczek               | бурмистр радецький |
| 1655 | Бартоломей Зиморович             | Bartolomaeus Zimorowicz          | бурмистр поспільства |
| 1655 | Ян Аттельмаєр                    | Joannes Baptista Attelmaier      | керував містом під час облоги Львова московсько-козацьким військом Бутурліна і Хмельницького |
| 1656 | Станіслав Кщоновський            | Stanislaus Krzczonowski          | бурмистр королівський |
| 1656 | Казимир Самуїл Кушевич           | Samuel Casimirus Kuszewicz       | |
| 1657 | Мартин Никанор Анчевський        | Martinus Nicanor Anczewski       | бурмистр королівський |
| 1657 | Ян Аттельмаєр                    | Joannes Baptista Attelmaier      | бурмистр радецький |
| 1657 | Ян Залеський                     | Joannes Zaleski                  | бурмистр поспільства |
| 1657 | Казимир Самуїл Кушевич           | Samuel Casimirus Kuszewicz       | |
| 1658 | Валеріан Алембек                 | Valerianus Alembek               | бурмистр королівський |
| 1659 | Мартин Никанор Анчевський        | Martinus Nicanor Anczewski       | бурмистр королівський |
| 1659 | Ян Аттельмаєр                    | Joannes Baptista Attelmaier      | бурмистр радецький |
| 1659 | Ян Залеський                     | Joannes Zaleski                  | бурмистр поспільства |
| 1659 | Казимир Самуїл Кушевич           | Samuel Casimirus Kuszewicz       | |
| 1661 | Ян Залеський                     | Joannes Zaleski                  | бурмистр королівський |
| 1661 | Якуб Долежинський                | Jacobus Doleżyński               | бурмистр радецький |
| 1661 | Ян Аттельмаєр                    | Joannes Baptista Attelmaier      | бурмистр поспільства |
| 1662 | Мартин Никанор Анчевський        | Martinus Nicanor Anczewski       | бурмистр королівський |
| 1662 | Ян Убальдіні                     | Joannes Ubaldini                 | бурмистр радецький |
| 1662 | Валеріан Алембек                 | Valerianus Alembek               | бурмистр поспільства |
| 1663 | Мартин Никанор Анчевський        | Martinus Nicanor Anczewski       | бурмистр королівський |
| 1664 | Ян Стефан Убальдіні              | Joannes Stephanus Ubaldini       | бурмистр королівський |
| 1665 | Мартин Никанор Анчевський        | Martinus Nicanor Anczewski       | бурмистр королівський |
| 1666 | Ян Стефан Убальдіні              | Joannes Stephanus Ubaldini       | бурмистр королівський |
| 1667 | Бартоломей Зиморович             | Bartolomaeus Zimorowicz          | бурмистр радецький |
| 1667 | Валеріан Алембек                 | Valerianus Alembek               | бурмистр поспільства |
| 1668 | Якуб Крауз                       | Jacobus Sebastianus Kraus        | бурмистр королівський |
| 1668 | Шимон Козловський                | Simon Kozlowski                  | бурмистр радецький |
| 1668 | Бартоломей Зиморович             | Bartolomaeus Zimorowicz          | бурмистр поспільства |
| 1669 | Мартин Никанор Анчевський        | Martinus Nicanor Anczewski       | бурмистр королівський |
| 1669 | Георгій Кралл                    | Georgius Krall                   | бурмистр радецький |
| 1669 | Валеріан Алембек                 | Valerianus Alembek               | бурмистр поспільства |
| 1670 | Мацей Кучанкович                 | Matthias Kuczankowicz            | бурмистр королівський |
| 1670 | Бартоломей Зиморович             | Bartolomaeus Zimorowicz          | бурмистр радецький |
| 1670 | Якуб Крауз                       | Jacobus Sebastianus Kraus        | бурмистр поспільства |
| 1671 | Мартин Никанор Анчевський        | Martinus Nicanor Anczewski       | бурмистр королівський |
| 1671 | Якуб Александер Юзефович         | Jacobus Alexander Jozefowicz     | бурмистр радецький |
| 1671 | Валеріан Алембек                 | Valerianus Alembek               | бурмистр поспільства |
| 1672 | Якуб Крауз                       | Jacobus Sebastianus Kraus        | бурмистр королівський |
| 1672 | Мацей Кучанкович                 | Matthias Kuczankowicz            | бурмистр радецький |
| 1672 | Бартоломей Зиморович             | Bartolomaeus Zimorowicz          | бурмистр поспільства |
| 1673 | Валеріан Алембек                 | Valerianus Alembek               | бурмистр королівський |
| 1673 | Якуб Александер Юзефович         | Jacobus Alexander Jozefowicz     | бурмистр поспільства |
| 1674 | Мартин Никанор Анчевський        | Martinus Nicanor Anczewski       | бурмистр королівський |
| 1675 | Мартин Никанор Анчевський        | Martinus Nicanor Anczewski       | бурмистр королівський |
| 1675 | Валеріан Алембек                 | Valerianus Alembek               | бурмистр поспільства |
| 1675 | Якуб Александер Юзефович         | Jacobus Alexander Jozefowicz     | бурмистр радецький |
| 1676 | Ян Ґонсьоркович                  | Joannes Gąsiorkowicz             | бурмистр королівський |
| 1677 | Мацей Кучанкович                 | Matthias Kuczankowicz            | бурмистр королівський |
| 1677 | Ян Стефан Убальдіні              | Joannes Stephanus Ubaldini       | бурмистр поспільства |
| 1678 | Мартин Никанор Анчевський        | Martinus Nicanor Anczewski       | бурмистр королівський |
| 1678 | Мацей Кучанкович                 | Matthias Kuczankowicz            | бурмистр поспільства |
| 1679 | Якуб Александер Юзефович         | Jacobus Alexander Jozefowicz     | бурмистр королівський |
| 1679 | Ян Стефан Убальдіні              | Joannes Stephanus Ubaldini       | бурмистр радецький |
| 1679 | Бенедикт Адам Томецький          | Benedictus Adamus Tomiecki       | бурмистр поспільства |
| 1680 | Мартин Никанор Анчевський        | Martinus Nicanor Anczewski       | бурмистр королівський |
| 1680 | Войцех Купинський                | Albertus Kupiński                | бурмистр радецький |
| 1681 | Якуб Александер Юзефович         | Jacobus Alexander Jozefowicz     | бурмистр радецький |
| 1681 | Мацей Кучанкович                 | Matthias Kuczankowicz            | бурмистр поспільства |
| 1682 | Мартин Никанор Анчевський        | Martinus Nicanor Anczewski       | бурмистр королівський |
| 1682 | Анджей Шимонович                 | Andreas Szymonowicz              | бурмистр поспільства |
| 1683 | Ян Стефан Убальдіні              | Joannes Stephanus Ubaldini       | бурмистр поспільства |
| 1684 | Якуб Александер Юзефович         | Jacobus Alexander Jozefowicz     | бурмистр королівський |
| 1684 | Анджей Шимонович                 | Andreas Szymonowicz              | бурмистр радецький |
| 1684 | Павел Козловський                | Paulus Kozlowski                 | бурмистр поспільства |
| 1686 | Домінік Вільчек                  | Dominicus Wilczek                | бурмистр королівський |
| 1686 | Войцех Купинський                | Albertus Kupiński                | бурмистр радецький |
| 1686 | Анджей Шимонович                 | Andreas Szymonowicz              | бурмистр поспільства |
| 1687 | Мацей Кучанкович                 | Matthias Kuczankowicz            | бурмистр королівський |
| 1687 | Миколай Боїм                     | Nicolaus Boim                    | бурмистр радецький |
| 1687 | Войцех Ожґєвич                   | Albertus Ożgiewicz               | бурмистр поспільства |
| 1688 | Анджей Шимонович                 | Andreas Szymonowicz              | бурмистр радецький |
| 1688 | Домінік Вільчек                  | Dominicus Wilczek                | бурмистр поспільства |
| 1689 | Якуб Мосьціцький                 | Jacobus Mościcki                 | бурмистр королівський |
| 1689 | Войцех Купинський                | Albertus Kupiński                | бурмистр радецький |
| 1689 | Міхал Злоторович                 | Michael Złotorowicz              | бурмистр поспільства |
| 1690 | Войцех Ожґєвич                   | Albertus Ożgiewicz               | бурмистр королівський |
| 1691 | Міхал Злоторович                 | Michael Złotorowicz              | бурмистр королівський |
| 1692 | Домінік Вільчек                  | Dominicus Wilczek                | бурмистр королівський |
| 1692 | Бенедикт Вільчек                 | Benedictus Wilczek               | бурмистр радецький |
| 1692 | Анджей Шимонович                 | Andreas Szymonowicz              | бурмистр поспільства |
| 1693 | Томас Ґордон                     | Thomas Gordon                    | бурмистр королівський |
| 1693 | Войцех Купинський                | Albertus Kupiński                | бурмистр радецький |
| 1693 | Міхал Злоторович                 | Michael Złotorowicz              | бурмистр поспільства |
| 1694 | Домінік Вільчек                  | Dominicus Wilczek                | бурмистр королівський |
| 1695 | Томас Ґордон                     | Thomas Gordon                    | бурмистр королівський |
| 1695 | Мартин Нущинський                | Martinus Nuszczyński             | бурмистр поспільства |
| 1696 | Павло Домінік Геппнер            | Paulus Dominicus Heppner         | бурмистр королівський |
| 1696 | Якуб Мосьціцький                 | Jacobus Mościcki                 | бурмистр поспільства |
| 1698 | Анджей Шимонович                 | Andreas Szymonowicz              | бурмистр королівський |
| 1699 | Анджей Купинський                | Andreas Kupiński                 | бурмистр королівський |
| 1699 | Томас Ґордон                     | Thomas Gordon                    | бурмистр поспільства |
| 1700 | Казимир Вільчек                  | Casimirus Wilczek                | бурмистр королівський |
| 1700 | Павло Домінік Геппнер            | Paulus Dominicus Heppner         | бурмистр поспільства |
| 1701 | Домінік Вільчек                  | Dominicus Wilczek                | бурмистр королівський |
| 1702 | Казимир Вільчек                  | Casimirus Wilczek                | бурмистр королівський |
| 1703 | Анджей Купинський                | Andreas Kupiński                 | бурмистр королівський |
| 1703 | Томас Беллі                      | Thomas Belli                     | бурмистр поспільства |
| 1704 | Домінік Вільчек                  | Dominicus Wilczek                | бурмистр королівський |
| 1705 | Якуб Мосьціцький                 | Jacobus Mościcki                 | бурмистр королівський |
| 1706 | Миколай Ґордон                   | Nicolaus Gordon                  | бурмистр королівський |
| 1707 | Францішек Оброцький              | Franciscus Obrocki               | бурмистр королівський |
| 1715 | Томас Беллі                      | Thomas Belli                     | бурмистр королівський |
| 1716 | Мартин Нущинський                | Martinus Nuszczyński             | бурмистр королівський |
| 1717 | Ян Мосьціцький                   | Joannes Mościcki                 | бурмистр королівський |
| 1718 | Францішек Оброцький              | Franciscus Obrocki               | бурмистр королівський |
| 1719 | Казимир Кіркор                   | Casimirus Kirkor                 | бурмистр королівський |
| 1720 | Карл Шмайлінґ                    | Carolus Schmeiling               | бурмистр королівський |
| 1720 | Францішек Оброцький              | Franciscus Obrocki               | бурмистр радецький |
| 1720 | Мартин Нущинський                | Martinus Nuszczyński             | бурмистр поспільства |
| 1721 | Станіслав Барч                   | Stanislaus Barcz                 | бурмистр королівський |
| 1721 | Казимир Кіркор                   | Casimirus Kirkor                 | бурмистр поспільства |
| 1722 | Карл Шмайлінґ                    | Carolus Schmeiling               | бурмистр королівський |
| 1722 | Ян Мосьціцький                   | Joannes Mościcki                 | бурмистр радецький |
| 1722 | Францішек Оброцький              | Franciscus Obrocki               | бурмистр поспільства |
| 1723 | Александер Ґордон                | Alexander Gordon                 | бурмистр королівський |
| 1723 | Петро Купинський                 | Petrus Kupiński                  | бурмистр радецький |
| 1723 | Ян Меконі                        | Joannes Mekoni                   | бурмистр поспільства |
| 1724 | Томас Маєрановський              | Thomas Majeranowski              | бурмистр королівський |
| 1724 | Анджей Купинський                | Andeas Kupiński                  | бурмистр радецький |
| 1724 | Станіслав Барч                   | Stanislaus Barcz                 | бурмистр поспільства |
| 1726 | Мартин Нущинський                | Martinus Nuszczyński             | бурмистр королівський |
| 1726 | Ян Мосьціцький                   | Joannes Mościcki                 | бурмистр радецький |
| 1726 | Анджей Купинський                | Andeas Kupiński                  | бурмистр поспільства |
| 1727 | Рейнгольд Злоторович             | Reinholdus Złotorowicz           | бурмистр королівський |
| 1727 | Ян Меконі                        | Joannes Mekoni                   | бурмистр радецький |
| 1727 | Казимир Кіркор                   | Casimirus Kirkor                 | бурмистр поспільства |
| 1728 | Томас Маєрановський              | Thomas Majeranowski              | бурмистр королівський |
| 1728 | Ян Мосьціцький                   | Joannes Mościcki                 | бурмистр радецький |
| 1728 | Ян Меконі                        | Joannes Mekoni                   | бурмистр поспільства |
| 1729 | Ян Вільчек                       | Joannes Wilczek                  | бурмистр королівський |
| 1729 | Петро Купинський                 | Petrus Kupiński                  | бурмистр радецький |
| 1729 | Анджей Купинський                | Andeas Kupiński                  | бурмистр поспільства |
| 1730 | Томас Маєрановський              | Thomas Majeranowski              | бурмистр королівський |
| 1730 | Карл Шмайлінґ                    | Carolus Schmeiling               | бурмистр поспільства |
| 1731 | Рейнгольд Злоторович             | Reinholdus Złotorowicz           | бурмистр королівський |
| 1731 | Анджей Купинський                | Andeas Kupiński                  | бурмистр поспільства |
| 1732 | Анджей Купинський                | Andeas Kupiński                  | бурмистр королівський |
| 1732 | Ян Мосьціцький                   | Joannes Mościcki                 | бурмистр поспільства |
| 1733 | Ян Вільчек                       | Joannes Wilczek                  | |
| 1734 | Ян Вільчек                       | Joannes Wilczek                  | |
| 1734 | Ян Мосьціцький                   | Joannes Mościcki                 | |
| 1734 | Петро Купинський                 | Petrus Kupiński                  | |
| 1734 | Казимир Кіркор                   | Casimirus Kirkor                 | |
| 1735 | Ян Вільчек                       | Joannes Wilczek                  | |
| 1735 | Рейнгольд Злоторович             | Reinholdus Złotorowicz           | |
| 1735 | Карл Ґарані                      | Carolus Garani                   | |
| 1735 | Миколай Ґордон                   | Nicolaus Gordon                  | |
| 1736 | Рейнгольд Злоторович             | Reinholdus Złotorowicz           | |
| 1736 | Франциск Вісньовський            | Franciscus Wiśniowski            | |
| 1737 | Ян Меконі                        | Joannes Mekoni                   | |
| 1738 | Рейнгольд Злоторович             | Reinholdus Złotorowicz           | |
| 1740 | Франциск Ґордон                  | Franciscus Gordon                | |
| 1740 | Станіслав Нущинський             | Stanislaus Nuszczyński           | |
| 1744 | Альберт Купинський               | Albertus Kupiński                | |
| 1744 | Петро Купинський                 | Petrus Kupiński                  | |
| 1744 | Ян Вільчек                       | Joannes Wilczek                  | |
| 1745 | Ян Вільчек                       | Joannes Wilczek                  | |
| 1745 | Якуб Зачкевич                    | Jacobus Zaczkiewicz              | |
| 1746 | Миколай Зенткевич                | Nicolaus Ziętkiewicz             | |
| 1747 | Миколай Зенткевич                | Nicolaus Ziętkiewicz             | |
| 1753 | Ян Сольський                     | Joannes Solski                   | |
| 1753 | Франциск Веніно                  | Franciscus Venino                | |
| 1754 | Йоганн Веммер                    | Joannes Wemmer                   | |
| 1755 | Франциск Веніно                  | Franciscus Venino                | |
| 1755 | Адальберт Вісньовський           | Adalbertus Wiśniowski            | |
| 1756 | Георгій Коцій                    | Georgius Koci                    | перший греко-католик обраний бурмистром Львова після переходу Львівської православної громади на унію з Римом в 1700 р.                                                                                          |
| 1756 | Франциск Веніно                  | Franciscus Venino                | |
| 1756 | Йоганн Веммер                    | Joannes Wemmer                   | |
| 1757 | Адальберт Вісньовський           | Adalbertus Wiśniowski            | |
| 1757 | Томас Франкі                     | Thomas Franchi                   | |
| 1757 | Міхал Вербич                     | Michael Wierzbic                 | |
| 1758 | Франциск Веніно                  | Franciscus Venino                | |
| 1758 | Адальберт Вісньовський           | Adalbertus Wiśniowski            | |
| 1758 | Міхал Вербич                     | Michael Wierzbic                 | |
| 1759 | Адальберт Вісньовський           | Adalbertus Wiśniowski            | |
| 1761 | Міхал Вербич                     | Michael Wierzbic                 | |
| 1762 | Міхал Вербич                     | Michael Wierzbic                 | |
| 1763 | Міхал Вербич                     | Michael Wierzbic                 | |
| 1763 | Василь Ілляшевич                 | Basilius Iliaszewicz             | |
| 1764 | Франциск Веніно                  | Franciscus Venino                | |
| 1764 | Міхал Вербич                     | Michael Wierzbic                 | |
| 1765 | Василь Ілляшевич                 | Basilius Iliaszewicz             | |
| 1765 | Ян Дурбас                        | Joannes Durbas                   | |
| 1766 | Василь Ілляшевич                 | Basilius Iliaszewicz             | |
| 1766 | Йозеф Бляйхнер                   | Josephus Bleichner               | |
| 1766 | Франсуа Лонгшам де Бер'є         | Franciscus Longchamps            | |
| 1767 | Ян Дурбас                        | Joannes Durbas                   | |
| 1768 | Ян Дурбас                        | Joannes Durbas                   | |
| 1768 | Ян Непомуцен Шкроховський        | Joannes Nepomucenus Szkrochowski | |
| 1769 | Василь Ілляшевич                 | Basilius Iliaszewicz             | |
| 1769 | Казимир Чечевич                  | Casimirus Czeczewicz             | бурмистр королівський |
| 1770 | Мартин Мерсеньє                  | Martinus Mercenier               | |
| 1771 | Ян Непомуцен Шкроховський        | Joannes Nepomucenus Szkrochowski | |
| 1771 | Ян Дурбас                        | Joannes Durbas                   | |
| 1772 | Йозеф Бляйхнер                   | Josephus Bleichner               | |
| 1772 | Мартин Мерсеньє                  | Martinus Mercenier               | після встановлення в Галичині влади Габсбурґів, в січні 1773 від імені міста склав присягу Марії Терезії, імператриці Священної Римської Імперії                                                                 |
| 1773 | Казимир Чечевич                  | Casimirus Czeczewicz             | бурмистр королівський |
| 1773 | Франциск Ксаверій Сольський      | Franciscus Xaverius Solski       | бурмистр радецький |
| 1773 | Франциск Сіґньо                  | Franciscus Signio                | бурмистр поспільства |
| 1774 | Ян Непомуцен Шкроховський        | Joannes Nepomucenus Szkrochowski | бурмистр королівський |
| 1774 | Франсуа Лонгшам де Бер'є         | Franciscus Longchamps            | |
| 1774 | Войцех Бем                       | Adalbertus Behm                  | |
| 1775 | Франциск Сіґньо                  | Franciscus Signio                | бурмистр королівський |
| 1775 | Казимир Чечевич                  | Casimirus Czeczewicz             | бурмистр радецький |
| 1775 | Мартин Мерсеньє                  | Martinus Mercenier               | бурмистр поспільства |
| 1776 | Йозеф Бляйхнер                   | Josephus Bleichner               | бурмистр королівський |
| 1776 | Франциск Чехуцький               | Franciscus Czechucki             | бурмистр радецький |
| 1776 | Томас Вежайський                 | Thomas Wierzajski                | бурмистр поспільства |
| 1777 | Франсуа Лонгшам де Бер'є         | Franciscus Longchamps            | бурмистр королівський |
| 1777 | Войцех Бем                       | Adalbertus Behm                  | бурмистр радецький |
| 1777 | Александер Стажевський           | Alexander Starzewski             | бурмистр поспільства |
| 1778 | Ян Непомуцен Шкроховський        | Joannes Nepomucenus Szkrochowski | бурмистр королівський |
| 1778 | Мартин Мерсеньє                  | Martinus Mercenier               | бурмистр радецький |
| 1778 | Франциск Сіґньо                  | Franciscus Signio                | бурмистр поспільства |
| 1779 | Войцех Бем                       | Adalbertus Behm                  | бурмистр королівський |
| 1779 | Франциск Чехуцький               | Franciscus Czechucki             | бурмистр радецький |
| 1779 | Томас Вежайський                 | Thomas Wierzajski                | бурмистр поспільства |
| 1780 | Ян Непомуцен Шкроховський        | Joannes Nepomucenus Szkrochowski | бурмистр королівський |
| 1780 | Франсуа Лонгшам де Бер'є         | Franciscus Longchamps            | бурмистр радецький |
| 1780 | Мартин Мерсеньє                  | Martinus Mercenier               | бурмистр поспільства |
| 1781 | Томас Вежайський                 | Thomas Wierzajski                | бурмистр королівський |
| 1781 | Франциск Чехуцький               | Franciscus Czechucki             | бурмистр радецький |
| 1781 | Франциск Сіґньо                  | Franciscus Signio                | бурмистр поспільства |
| 1782 | Йозеф Бляйхнер                   | Josephus Bleichner               | |
| 1783 | Мартин Мерсеньє                  | Martinus Mercenier               | |
| 1783 | Франциск Чехуцький               | Franciscus Czechucki             | |
| 1784 | Ігнатій Веммер                   | Ignatius Wemmer                  | |
| 1786 | Йозеф Яськевич                   | Josephus Jaśkiewicz              | |
| 1786 | Яків Теодор Бернатович           | Jacobus Bernatowicz              | |
| 1786 | Ігнатій Веммер                   | Ignatius Wemmer                  | |

## Королівство Галичини та Володимирії в складі Габсбурзької монархії

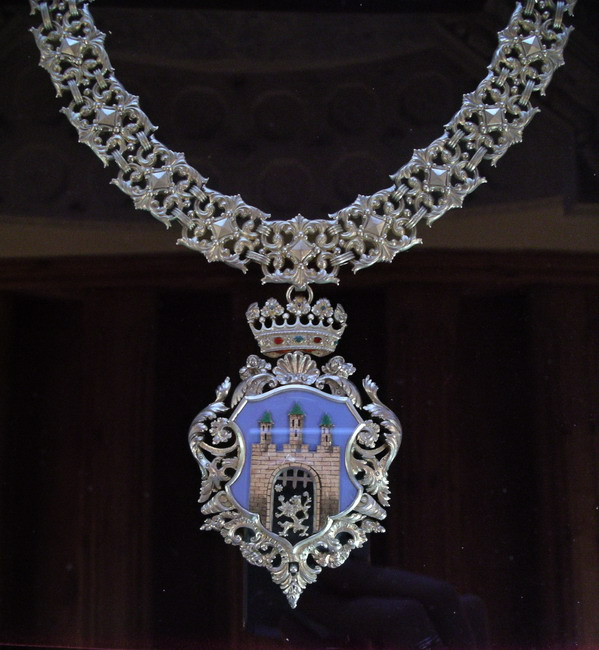
Церемонійний ланцюг президента Львова, що передавався від попередника до наступника. Золотар Ян Яжина, 1892 р.

Після приєднання Галичини до Австрійської імперії в 1772 р., система міського самоврядування заснована на маґдебурзькому праві діяла ще деякий час. Втім, 31 серпня 1786 р. маґдебурзьке право перестало діяти у Львові. Зрештою, в 1805 р. міський маґістрат втратив право обирати бурмістра, якого відтак призначав австрійський уряд та губернаторство (намісництво). В цей період Львовом керували:
| Рік                     | Ім'я                            | Ім'я (лат.)                   | Коментарій                                                                |
| ----------------------- | ------------------------------- | ----------------------------- | ------------------------------------------------------------------------- |
| 1787—1816               | Франц Антон Лоренц              | Franz Anton Lorenz            | крім 3 місяців в 1809, коли місто зайняли війська Герцогства Варшавського |
| 18.05.1809 — 21.06.1809 | Вацлав Кобервайн                | Wacław Koberwein              |                                                                           |
| 1816—1824               | Йоганн Гоффман                  | Johann Hoffman                |                                                                           |
| 1825—1842               | Йоганн Гомме                    | Johann Anton Homme            |                                                                           |
| 1842—1848               | Еміль Жерар фон Фестенбурґ      | Emil Gérard von Festenburg    |                                                                           |
| 1848—1859               | Карл Гьопфлінґен фон Берґендорф | Karl Höpfingen von Bergendorf |                                                                           |
| 1859—1869               | Франц Крьобль                   | Franz Kröbl                   |                                                                           |
| 1869—1871               | Юліан Шемельовський             | Julian Szemelowski            |                                                                           |

1867 року Австро-Угорщина отримала конституцію, а 1870 року Львів отримав статус, що сприяв вільному розвитку культури. Міську раду почали обирати шляхом виборів. Вирішальним фактором для обрання до ради був достаток або освіта. Активну участь у виборах почали брати громадські організації. У цей час міська рада перейшла на вищий щабель ординації — маґістрат (міський уряд) — і змогла ним керувати.
Після 1870 року Львовом керували президенти:
| Рік       | Ім'я                      | Ім'я (лат.)           | Коментарій                                                 |
| --------- | ------------------------- | --------------------- | ---------------------------------------------------------- |
| 1871-1873 | Др. Флоріян Земялковський | Florian Ziemiałkowski | перший президент Львова після здобуття Галичиною автономії |
| 1874-1879 | Др. Александер Ясінський  | Aleksander Jasiński   |                                                            |
| 1880-1882 | Др. Міхал Ґноїнський      | Michał Gnoiński       |                                                            |
| 1883-1885 | Вацлав Домбровський       | Wacław Dąbrowski      |                                                            |
| 1886-1897 | Едмунд Мохнацький         | Edmund Mochnacki      |                                                            |
| 1897-1905 | Др. Ґодзімір Малаховський | Godzimir Małachowski  |                                                            |
| 1905-1907 | Міхал Міхальський         | Michał Michalski      | коваль                                                     |
| 1907-1911 | Станіслав Цюхцінський     | Stanisław Ciuchciński | бляхар                                                     |
| 1911-1914 | Юзеф Нойман               | Józef Neumann         | друкар                                                     |
| 1914-1915 | Др. Тадеуш Рутовський     | Tadeusz Rutowski      | президент Львова під час російської окупації 1914—1915     |

## Президенти Львова (Польська Республіка)
Починаючи з 27 травня 1934 року, самоврядування Львова почали обирати шляхом демократичних виборів. Рада складалася з 72 осіб (радних): президент, три віце-президенти, 12 лавників, решта — радники. За давньою традицією, серед віце-президентів завжди був один українець (русин) і один єврей.
З цього періоду відомі імена наступних президентів Львова:
- Юзеф Нойман (Józef Neumann), друкар (1919-1927)
- Отто Надольський (Otto Nadolski), ректор Львівської політехніки (1928—1930)
- Ян Галюх-Бжозовський (Jan Haluch-Brzozowski), інженер (1930-1931)
- Вацлав Дрояновський (Wacław Drojanowski), самоврядовець, (1931-1936)
- Станіслав Островський (Stanisław Ostrowski), доцент, лікар (пізніше — президент Польщі у вигнанні) (1936-1939)

## Друга світова війна (СРСР і Німецький Рейх)

### Радянська окупація (1939—1941)
17 вересня 1939 СРСР напав на Польщу. Під час радянської окупації Західної України посада президента Львова була скасована. Натомість була запроваджена посада Голови Тимчасового управління, а з листопада 1939 року — голови міської ради (міськвиконкому) Львова. Реальна влада зосереджувалася в руках першого секретаря міського комітету комуністичної партії.
Голова міської ради (міськвиконкому)
- 1939—1941 — Єременко Федір Ісакович

Перший секретар міського комітету (міськкому) КП(б)У
- листопад 1939 — червень 1941 — Грищук Леонід Степанович

### Німецька окупація (1941—1944)
Посадники
- Юрій Полянський (1941)

Шттадтгауптмани
- Ганс Куят (нім. Hans Kujath) (15.09.1941 — 05.02.1942)
- Еґон Гьоллер (нім. Egon Höller) (05.02.1942 — .08.1944)

## СРСР
Голови міськвиконкому
- 1944—1945 — Бойко Павло Володимирович
- 1945—1948 — Таран Петро Григорович
- 1948—1951 — Ніколаєнко Василь Сидорович
- 1951—1956 — Бойко Костянтин Петрович
- 1956—1958 — Овсянко Петро Федорович
- 1958—1959 — Бондарчук Спиридон Лазарович
- 1959—1961 — Ніколаєнко Василь Сидорович
- 1961—1963 — Завербний Роман Максимович
- 1963—1971 — Ягодзінський Аполлон Григорович
- 1971—1975 — Мусієвський Роман Андрійович
- 1975—1980 — Секретарюк В'ячеслав Васильович
- 1980—1988 — Пєхота Володимир Юлійович
- 1989—1990 — Котик Богдан Дмитрович

Перші секретарі міського комітету (міськкому) КПУ
- квітень 1944 — грудень 1948 — Грушецький Іван Самійлович
- 27 грудня 1948 — січень 1950 — Коваль Борис Андронікович
- січень 1950 — червень 1950 — Бондар Іван Іванович
- червень 1950 — січень 1952 — Костенко Василь Семенович
- січень 1952 — 15 січня 1958 — Коваль Федір Тихонович
- 15 січня 1958 — 15 січня 1962 — Овсянко Петро Федорович
- січень 1962 — січень 1963 — Куцевол Василь Степанович
- 30 грудня 1964 — 3 грудня 1980 — Бандровський Генріх Йосипович
- 3 грудня 1980 — 20 червня 1987 — Секретарюк В'ячеслав Васильович
- 20 червня 1987 — 17 листопада 1990 — Волков Віктор Олександрович
- 17 листопада 1990 — серпень 1991 — Мартинюк Адам Іванович

## Україна

### Міські голови Львова
| 1990-1994 |  | Василь Шпіцер  |                                                                                                 |
| 1994-2002 |  | Василь Куйбіда |                                                                                                 |
| 2002-2005 |  | Любомир Буняк  |                                                                                                 |
| 2005-2006 |  | Зиновій Сірик  | виконувач обов'язків у зв'язку зі звільненням з посади Львівською міською радою Любомира Буняка |
| 2006-2020 |  | Андрій Садовий |                                                                                                 |

### Голови Львівської об'єднаної територіальної громади
| 2020-донині |  | Андрій Садовий |  |